# قطعنامه ۱۵۳۳ شورای امنیت
قطعنامه ۱۵۳۳ شورای امنیت سازمان ملل متحد که در تاریخ ۱۲ مارس ۲۰۰۴ تصویب شد، سندی بین‌المللی دربارهٔ اوضاع در مورد جمهوری دموکراتیک کنگو است. این قطعنامه طی نشست ۴۹۲۶ام با ۱۵ رای موافق، ۰ مخالف و ۰ ممتنع تصویب شد.